# Криница (Богучарский район)
Криница — село в Богучарском районе Воронежской области.
Входит в состав Радченского сельского поселения.

## Население
| 1859 | 2000 | 2005 | 2010 |
| ---- | ---- | ---- | ---- |
| 282  | ↗488 | ↘474 | ↗509 |

## Улицы
| - пер. Клиновый, - ул. Криничная, - ул. Мира, | - ул. Октябрьская, - ул. Первомайская, - пер. Первомайский, | - пер. Рабочий, - пер. Садовый, - ул. Советская. |